# Aulospongus tubulatus
Aulospongus tubulatus är en svampdjursart som först beskrevs av James Scott Bowerbank 1873.  Aulospongus tubulatus ingår i släktet Aulospongus och familjen Raspailiidae. Inga underarter finns listade i Catalogue of Life.